# 小行星1794
小行星1794（1794 Finsen）是一颗绕太阳运转的小行星，为主小行星带小行星。该小行星于1970年4月7日发现。
該小行星以南非天文學家威廉·史蒂芬·芬森命名。

## 轨道参数
小行星1794的轨道半长轴为3.1286859 UA，离心率为0.155。